# جامعة لشبونة
جامعة لشبونة (بالبرتغالية: Universidade de Lisboa، ويُختصر الاسم إلى ULisboa) هي جامعة بحثية عامة في العاصمة البرتغالية لشبونة، وهي أكبر جامعة في البرتغال. تأسست سنة 2013 من اندماج جامعتين حكوميتين كان مقرهما لشبونة، هما جامعة لشبونة القديمة (1911 ـ 2013) وجامعة لشبونة التقنية (1930 ـ 2013). ويرجع تراث الجامعة إلى القرن الثالث عشر الميلادي.
احتلت جامعة لشبونة الجديدة تصنيفًا عالميًا بين المركزين 201 و300 في التصنيف الأكاديمي لجامعات العالم (تصنيف شنغهاي) لسنة 2014، وهو ما يضعها في المركز الأول بين جامعات البرتغال. وتصنف الجامعة بين المركزين 76 و100 عالميًا في مجال الهندسة والتقنية وعلوم الحاسب.

## الهيكل التنظيمي
اعتبارًا من عام 2013، تضم جامعة لشبونة ثماني عشرة كلية ومعهدًا بحثيًا، موزعة على النحو التالي:
- كلية العمارة (FA) – كلية الهندسة المعمارية
- كلية الفنون الجميلة (FBA) – كلية الفنون الجميلة
- كلية العلوم (FC) – كلية العلوم
- كلية الحقوق (FD) – كلية القانون
- كلية الصيدلة (FF) – كلية الصيدلة
- كلية الآداب (FL) – كلية الآداب
- كلية الطب (FM) – كلية الطب
- كلية طب الأسنان (FMD) – كلية طب الأسنان
- كلية الطب البيطري (FMV) – كلية الطب البيطري
- كلية الحركية البشرية (FMH) – كلية الحركية البشرية
- كلية علم النفس (FP) – كلية علم النفس
- معهد العلوم الاجتماعية (ICS) – معهد العلوم الاجتماعية
- معهد التربية (IE) – معهد التربية
- معهد الجغرافيا وتخطيط الأراضي (IGOT) – معهد الجغرافيا وتخطيط الأراضي
- المعهد العالي للزراعة (ISA) – المدرسة العليا للزراعة
- المعهد العالي للعلوم الاجتماعية والسياسية (ISCSP) – المدرسة العليا للعلوم الاجتماعية والسياسية
- المعهد العالي للاقتصاد والإدارة (ISEG) – المدرسة العليا للاقتصاد والإدارة
- المعهد العالي للتقنية (IST) – المدرسة العليا للهندسة

كما تضم الجامعة ست وحدات متخصصة، بالإضافة إلى خدمات اجتماعية ومشتركة، والملعب الجامعي لجامعة لشبونة.

## التصنيفات العالمية للجامعة
وفقًا لتصنيف شنغهاي لعام 2017، تُصنف جامعة لشبونة كأول جامعة في البرتغال، وتحتل المرتبة بين 151 و200 على المستوى العالمي بشكل عام. وفي مجال الهندسة/التكنولوجيا وعلوم الحاسوب، تحتل الجامعة المرتبة بين 51 و75 عالميًا، أما في تخصصات الرياضيات، الفيزياء، وعلوم الحاسوب فتصنيفها بين 101–150، 151–200، و151–200 على التوالي.
في تصنيف مجلة تايمز للتعليم العالي للجامعات العالمية لعام 2017، تُعتبر جامعة لشبونة أكبر جامعة في البرتغال وتحتل مرتبة بين 401 و500 عالميًا، بينما في تصنيف QS لعام 2018، جاءت في المرتبة 305 على المستوى العالمي.

## الشخصيات البارزة

### الأدب
- ديفيد موراو-فيريرا
- فرناندو بيسوا
- فلوربيلا إسبانكا
- هيربيرتو هيلدر
- جوزيه رودريغيس ميغيس
- ليديا خورخي
- ماريا جوديت دي كارفالو
- بيبيتيلا
- راؤول ميسكويتا
- صوفيا دي ميلو بريينر
- أوربانو تافاريس رودريغيس
- فيتورينو نيميسيو

### القانون
- إيزابيل دي ماغالهايس كولاسو
- آنا ماريا غيرا مارتينز
- أورورا رودريغيس

### الفنون الجميلة
- بورادالو الثاني

### العلوم
- إيجاس مونيز
- أنطونيو داماسيو
- ريناتا باستو
- سارة بينوليال
- ماريا دو كارمو فونسيكا
- صوفيا منسورادو

### الأعمال
- أنطونيو دي سومر شامباليمود
- ألكسندر سواريس دوس سانتوس
- ديفيد كريستينا
- لويس فالاداريس تافاريس

### السياسة

#### رؤساء دول وحكومات
- أغوستينو نيتو
- خورخي سامبايو
- ماريو سواريس
- بيدرو بيريس
- تيوفيلو براغا
- خورخي كارلوس فونسيكا
- كافاكو سيلفا
- مارسيلو ريبلو دي سوزا
- أفونسو كوستا
- أدلينو دا بالما كارلوس
- فرانسيسكو بينتو بالسماؤو
- مارسيلو كايتانو
- دييغو فريتاس دو أمارال
- أنطونيو كوستا
- غراسا ماتشيل

#### قادة منظمات دولية
- جوزيه مانويل دوراو باروسو
- فيتور كونستانسيو
- أنطونيو غوتيريش
- ماريو سنتينو

## وصلات خارجية
- الموقع الرسمي للجامعة